# Generación Noventa y Cinco
Generación Noventa y Cinco är en ort i Mexiko.   Den ligger i kommunen Salto de Agua och delstaten Chiapas, i den sydöstra delen av landet, 800 km öster om huvudstaden Mexico City. Generación Noventa y Cinco ligger 78 meter över havet och antalet invånare är 208.
Terrängen runt Generación Noventa y Cinco är kuperad åt sydost, men åt nordväst är den platt. Runt Generación Noventa y Cinco är det ganska glesbefolkat, med 45 invånare per kvadratkilometer. Närmaste större samhälle är Vicente Guerrero, 3,9 km nordväst om Generación Noventa y Cinco. I omgivningarna runt Generación Noventa y Cinco växer i huvudsak städsegrön lövskog.